# لكزة العين

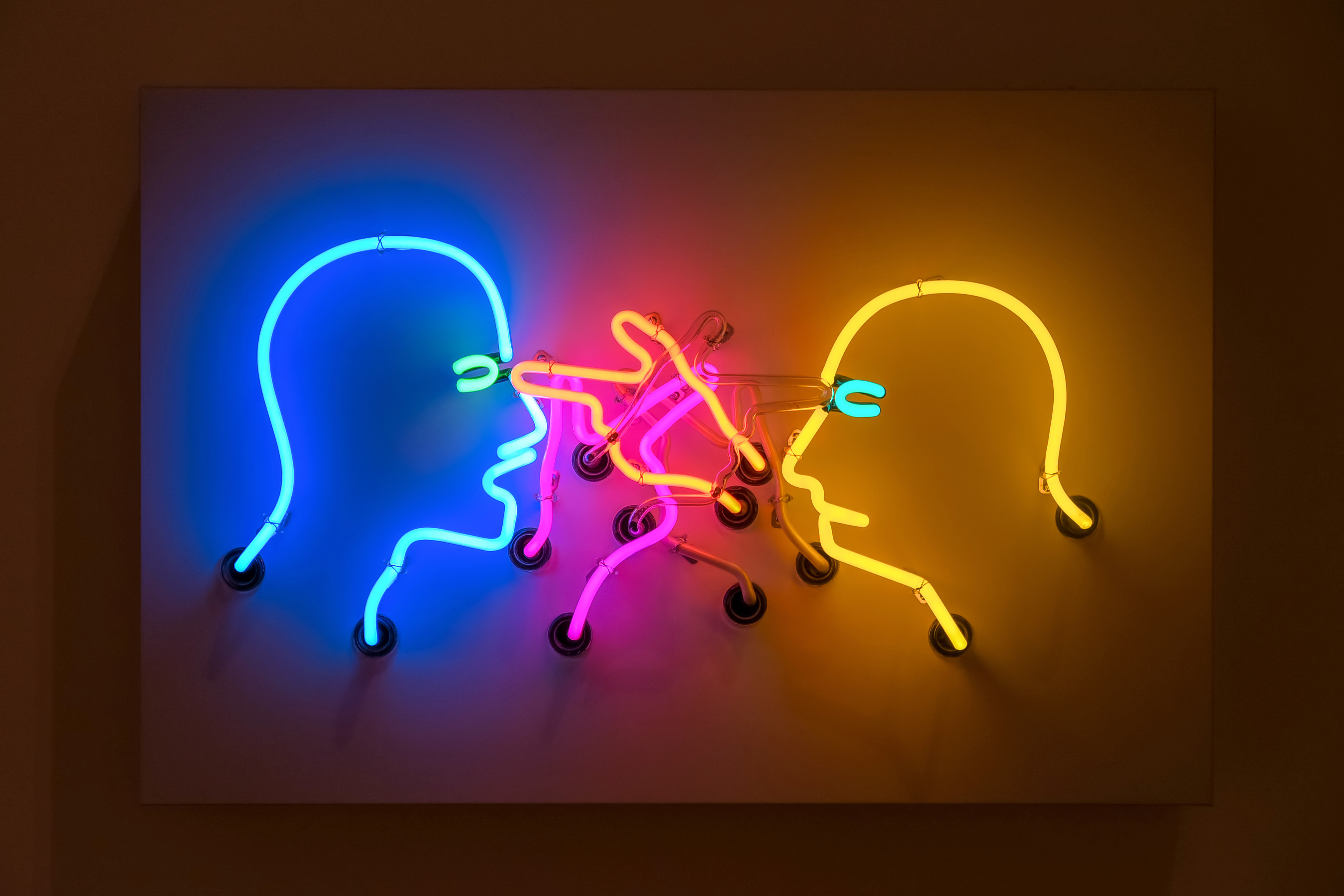
لكز العين

لكزة العين أو فقع العين أو طعنة العين هي ضربة في العين أو العينين من إنسان أو حيوان. عادة تتم بالأصابع التي قد تكون إما متشعبة للعض على كلتا العينين أو متماسكة مثل منقار الطائر لضربها بقوة وحماية الأصابع من التلف.   أصبح الهجوم معروفًا بشكل أفضل بين الجمهور بسبب استخدامه في الكوميديا، من المحتمل أن تكون فكرة استخدامه للترفيه قد اخترعها الثنائي فودفيل جو ويبر وليو فيلدز . 

## الرياضة
في بعض الأحيان في الأحداث الرياضية يخالف المقاتل الخاسر القواعد وينتهي بكزة شخص ما في عينه مما يؤدي إلى انتهاء القتال على أنه «لا قرار» وبالتالي منعه من التعرض للخسارة.  تحاول بعض الأحداث منع وكز العين بجعل المقاتلين يرتدون قفازات بحزام على الأصابع.

## الدفاع عن النفس
في حالة قتال الشوارع عندما يحاول الخصم إلحاق ضرر جسيم تنصح خبيرة الفنون القتالية كيلي ماكان بأن العيون يجب أن تكون «هدفًا أساسيًا ثابتًا». تحتاج الوخزة إلى القليل من القوة لتكون فعالة، ويمكنها إيقاف حتى المهاجمين الاقوياء. إذا تم إبقاء اليد بزاوية 45 درجة تقريبًا على وجه الخصم أثناء الضربة فهناك خطر أقل لإصابة أصابع الشخص وحتى إذا لم تتصل العين يمكن أن تؤثر راحة اليد على وجه الخصم.

## الكوميديا
كانت لكزة العين حركة مميزة في السلوكيات التهريجية الغريبة للفيلم الكوميدي والفودفيل المهرجون الثلاثة الذي أتقن هذه التقنية. في الواقع قام المهرجون بلكز بعضهما البعض على الحاجبين لتجنب الإصابة الفعلية.  كان شكل الهجوم معروفًا بين الأطفال الذين شاهدوا العرض.  